# Pristimantis samaipatae
Espèce
Synonymes
- Eleutherodactylus samaipatae Köhler & Jungfer, 1995

Statut de conservation UICN

 LC  : Préoccupation mineure
Pristimantis samaipatae est une espèce d'amphibiens de la famille des Craugastoridae.

## Répartition
Cette espèce  se rencontre entre 800 et 2 000 m d'altitude sur le versant Est de la cordillère des Andes en Bolivie dans les départements de Santa Cruz, de Chuquisaca et de Tarija et en Argentine dans le nord de la province de Salta.

## Étymologie
Son nom d'espèce lui a été donné en référence au lieu de sa découverte, Samaipata.

## Publication originale
- Köhler et Jungfer, 1995 : Eine neue Art und ein Erstnachweis von Fröschen der Gattung Eleutherodactylus aus Bolivien. Salamandra, vol. 31, p. 149–156.